# Lush Retail

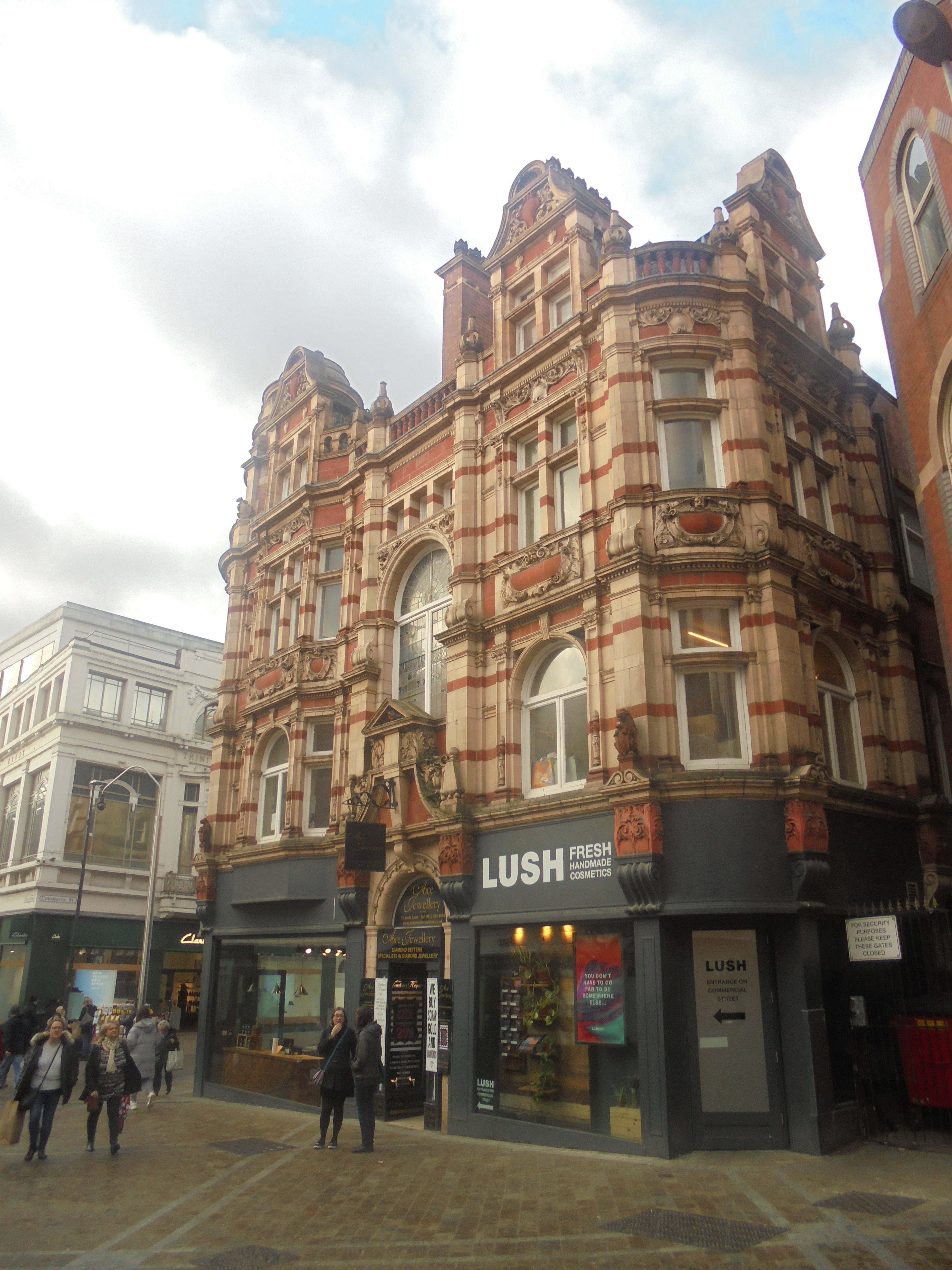
Lush-Fillale in Leeds

Lush ['lʌʃ] ist ein Unternehmen mit Hauptsitz im britischen Poole, das Kosmetikartikel wie Seife und Duschgel herstellt und in einer eigenen Ladenkette vertreibt. Im Jahr 2015 betrieb das Unternehmen weltweit 936 Läden und verkaufte Produkte im Wert von 574 Millionen Pfund.

## Geschichte
Mark und Mo Constantine und Elizabeth Weir, spätere Mitgründer von Lush, bauten 1976 die Firma Constantine and Weir auf, die ab 1978 einer der wichtigsten Zulieferer für The Body Shop wurde. Anfang der 1990er Jahre kaufte The Body Shop ihre Rezepte für 6 Millionen Pfund auf und stellte die Produkte selbst her. Mit dem Kapital wurde 1988 Cosmetics to Go gegründet, ein Versandhandel für Kosmetika, der wenige Jahre später Konkurs anmelden musste. 1995 wurde das erste Ladengeschäft von Lush in Poole im südenglischen Dorset eröffnet. Von den 936 Filialen, die bis 2016 entstanden, befinden sich 106 (Stand März 2016) im Vereinigten Königreich und 44 (Stand März 2016) in Deutschland. Produktionsstätten befinden sich neben dem Stammwerk in Poole auch  in weiteren Ländern wie Australien, Brasilien, Japan, Kanada, Italien, Spanien, Kroatien, Tschechien, Ungarn und Polen.
Im Juni 2016 eröffnete die Firma auch ein Werk in Düsseldorf, von wo aus die Filialen in den Benelux-Ländern, Deutschland, Frankreich, Schweden und der Schweiz bedient wurden. Zum Ende des Jahres 2024 wurde die Produktion an diesem Standort jedoch eingestellt und das Werk geschlossen.

## Produkte
Lush bewirbt seine Produkte mit dem Slogan fresh handmade cosmetics (deutsch „frische handgemachte Kosmetika“). Charakteristisch sind die offen ausliegenden, kreisrunden Seifenblöcke, aus denen Stücke wie aus einem Käselaib geschnitten und nach Gewicht abgerechnet werden. Die Inneneinrichtung soll sich an einem Londoner Käsegeschäft und an Gemüseläden (Schiefertafeln als Preisschilder, Obstkisten) orientieren. Ein weiteres Merkmal ist der Duft der offenen Produkte.

## Umwelt- und Tierschutz
Lush vermarktet sich als ethical brand, also eine Marke, die ethische Grundsätze beachtet; es unterstützt Umweltaktivisten wie Seeds for Change und Guerilla Gardeners. Nach eigenen Angaben gibt Lush 2 % seines Gewinns an gemeinnützige Organisationen weiter.
Für die festen Shampoos, Massagebars, Bodybutter etc. werden passend geformte blanke Aluminiumdosen, in die das Lush-Logo geprägt ist, verkauft, die eine weitere Verpackung überflüssig machen sollen.
Am Black Friday 2021 gibt der Konzern bekannt, dass er mit diesem Tag vier seiner Unternehmensaccounts, darunter Facebook und Instagram dauerhaft stillgelegt hat, da sie Mark Constantine als schädlich für die Jugend hält.

### Lush Prize
2012 hat Lush den Lush Prize ins Leben gerufen, eine weltweite Auszeichnung und Förderung für Forscher, die Lösungen und Alternativen zu Tierversuchen finden. In den ersten sechs Jahren spendete der Lush-Preis fast 2 Millionen US-Dollar an Preisträger. Frühere Preisträger waren PETA, Soko Tierschutz, Ärzte gegen Tierversuche, und ein Forschungsteam der Universität Cambridge. Später wurde der Lush Spring Prize eingeführt, ein alle zwei Jahre vergebener Preis mit einem Preisfonds für Projekte, die zur Regeneration der beschädigten Ökosysteme auf der Erde beitragen sollen.

## Kritik
Im Jahr 2007 wurde Lush wegen des hohen Leistungsdrucks kritisiert, unter dem die Mitarbeiter arbeiten müssen. Der Druck werde zum Beispiel durch strenge Verkaufsvorgaben und Umsatz-Ranglisten aufgebaut. Einige Lush-Mitarbeiter und ehemalige Angestellte aus deutschen Filialen kritisieren außerdem erniedrigende Verkaufspraktiken, Einschüchterungen und ein sektenähnliches Klima. Zudem überschreite das Unternehmen immer wieder Grenzen. In Großbritannien hingegen belegte Lush im Jahr 2008 den 50. Platz auf einer von der Sunday Times erstellten Liste der 100 besten Arbeitgeber. Im Februar 2020 erhob die Tageszeitung schwere Vorwürfe gegen die Arbeitsbedingungen, denen deutsche Lush-Mitarbeiter in der damaligen Produktionsstätte in Düsseldorf ausgesetzt waren.